# Baltasar (football, 1948)
Pour les articles homonymes, voir Baltasar.
Vítor Manuel Jesus Gonçalves, plus communément appelé Baltasar, parfois écrit Baltazar est un footballeur portugais né le 13 mai 1948 à Almada. Il évoluait au poste de milieu de terrain.

## Biographie

### En club
Baltasar fait partie de l'équipe première du Seixal FC lors de la saison 1968-1969,,.
En 1969, il est transféré à l'Atlético CP, club qu'il représente durant quatre saisons. Lors de la saison 1971-1972, il joue ses premiers matchs professionnels et découvre la première division portugaise,,.
En 1973, il rejoint le Sporting Portugal. Avec les Lions, il réalise le doublé Coupe/Championnat  en 1974,,.
Entre 1979 et 1982, il est joueur du CF Belenenses,,.
En 1982, il est transféré au FC Vizela en deuxième division, club qu'il représente pendant deux saisons,,
Lors de la saison 1984-1985, il évolue sous les couleurs du FC Lixa,,
Après des passages à Valonguense et à Pêro Pinheiro, il raccroche les crampons en 1987,,
Il dispute un total de 235 matchs pour 14 buts marqués en première division portugaise et 58 matchs pour 10 buts marqués en deuxième division,. Au sein des compétitions européennes, il dispute 2 matchs pour aucun but marqué en Coupe des clubs champions, 4 matchs pour 1 but marqué en Coupe des vainqueurs de coupe, 3 matchs pour 1 but marqué en Coupe UEFA.

### En équipe nationale
International portugais, il reçoit une unique sélection en équipe du Portugal. Le 30 mars 1977, il joue un match amical contre la Suisse (victoire 1-0 à Funchal).

## Palmarès
Sporting
- Championnat du Portugal (1) :
  - Champion : 1973-74.

- Coupe du Portugal (1) :
  - Vainqueur : 1973-74.